# Кардано ал Кампо
Кардано ал Кампо (итал. Cardano al Campo) је насеље у Италији у округу Варезе, региону Ломбардија.
Према процени из 2011. у насељу је живело 14124 становника. Насеље се налази на надморској висини од 246 м.

## Становништво
| 1936. | 1951. | 1961. | 1971.  | 1981.  | 1991.  | 2001.  | 2011.  |
| ----- | ----- | ----- | ------ | ------ | ------ | ------ | ------ |
| 3.586 | 4.183 | 6.548 | 10.139 | 11.471 | 11.360 | 12.084 | 14.136 |